# Hepomäki-Kalkunvuori
Hepomäki-Kalkunvuori este o arie protejată (arie specială de conservare — SAC, sit de importanță comunitară — SCI) din Finlanda întinsă pe o suprafață de 18 ha, integral pe uscat.

## Localizare
Centrul sitului Hepomäki-Kalkunvuori este situat la coordonatele 61°24′55″N 24°13′20″E / 61.4153°N 24.2222°E.

## Înființare
Situl Hepomäki-Kalkunvuori a fost declarat sit de importanță comunitară în august 1998 pentru a proteja 1 specie de animale. Situl a fost protejat și ca arie specială de conservare în aprilie 2015.

## Biodiversitate
Situată în ecoregiunea boreală, aria protejată conține 2 habitate naturale: Taiga vestică, Păduri fino-scandinave bogate în ierburi cu Picea abies.
La baza desemnării sitului se află o specie protejată de  mamifere: veveriță zburătoare siberiană (Pteromys volans).